# Calamagrostis henryi
Calamagrostis henryi är en gräsart som först beskrevs av Alfred Barton Rendle, och fick sitt nu gällande namn av Pung Pen Chao Kuo, Shen g Lian Lu och Jun Liang Yang. Calamagrostis henryi ingår i släktet rör, och familjen gräs. Inga underarter finns listade i Catalogue of Life.